# 송포초등학교 (경기)
송포초등학교는 대한민국 경기도 고양시 일산서구 가좌동에 있는 공립 초등학교이다.

## 학교 연혁
- 1935년 4월 10일 고양군 송포공립보통학교 개교
- 1938년 4월 1일 송포공립심상소학교로 개칭
- 1941년 4월 1일 송포공립국민학교로 개칭
- 1952년 9월 23일 대화국민학교 분리
- 1961년 3월 20일 덕이국민학교 분리
- 1982년 3월 9일 병설유치원 설립
- 1996년 3월 1일 송포초등학교로 명칭 변경
- 2011년 4월 27일 인조 잔디 운동장 개장식
- 2013년 11월 22일 급식실 증개축
- 2016년 3월 1일 초등 22학급, 유치원 1학급 편성
- 2017년 2월 10일 제80회 졸업(졸업생 총수 6,938명)
- 2017년 3월 1일 초등 21학급, 유치원 1학급 편성

## 참고 자료
- 송포초등학교 - 한국교육학술정보원 학교알리미